# Tephritis cincta
Tephritis cincta
 es una especie de insecto díptero del género Tephritis, familia Tephritidae. Friedrich Hermann Loew la describió en 1844.
Se encuentra en Dinamarca y Alemania.